# Michail Aleksandrovič Romanov
Michail Aleksandrovič Romanov (in russo Михаи́л Александрович Рома́нов?; San Pietroburgo, 28 novembre 1878 – Perm', 12 giugno 1918) era fratello minore dello zar Nicola II di Russia. Nicola abdicò al trono russo in favore di Michele il 2 marzo (secondo il calendario giuliano vigente allora in Russia; il 15 marzo nel calendario gregoriano) 1917, ma appena il giorno dopo Michele firmò la rinuncia alla Corona preparata dal governo rivoluzionario russo.

## Biografia

### Infanzia ed educazione

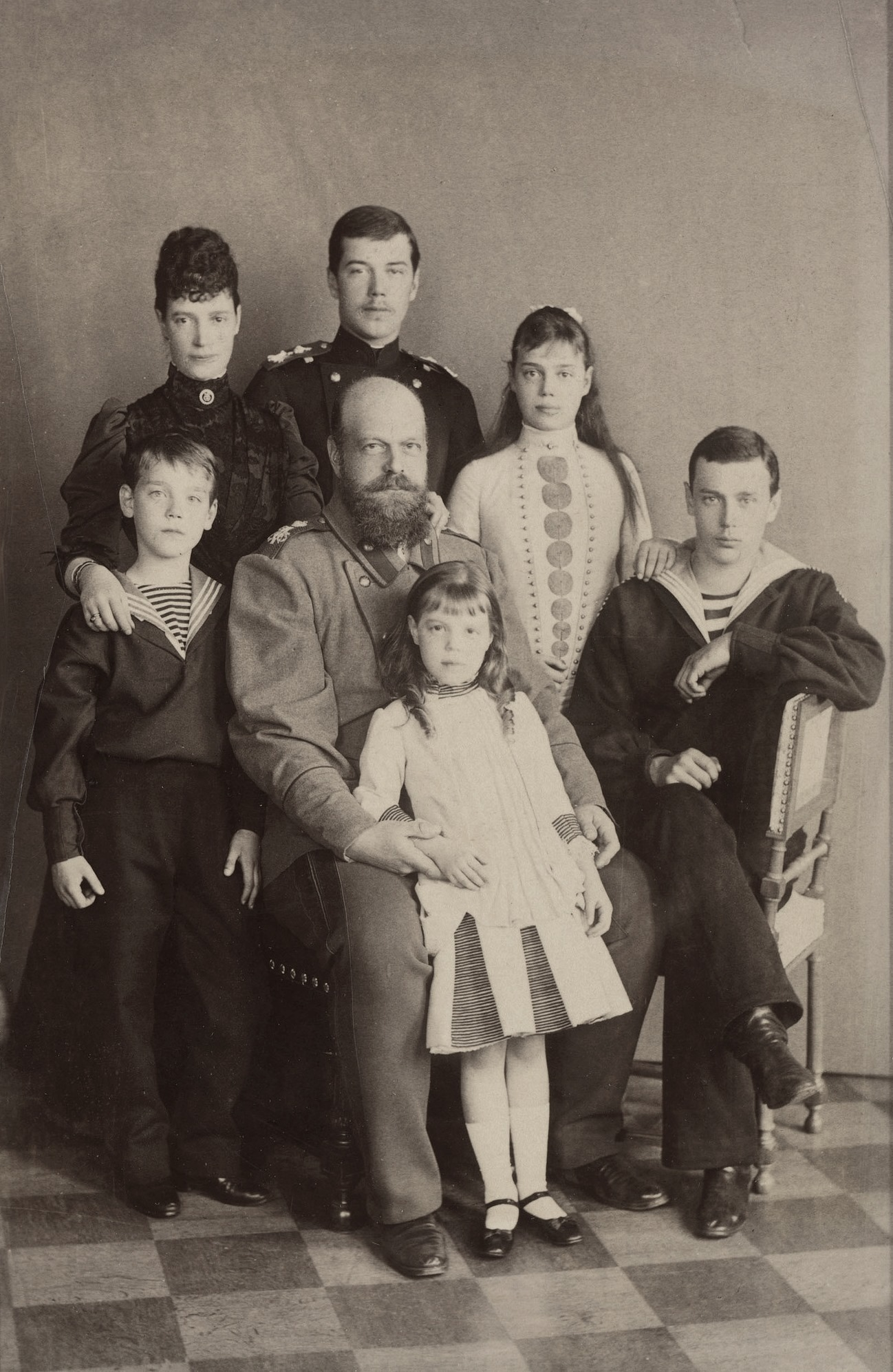
Il granduca Michail (primo a sinistra) con la sua famiglia

Michail nacque nel palazzo Aničkov sulla Prospettiva Nevskij a San Pietroburgo. Era il penultimo figlio dello zarevič Alessandro di Russia, e di sua moglie, la principessa Dagmar di Danimarca. I suoi nonni paterni erano Alessandro II di Russia e la sua prima moglie Maria Aleksandrovna, mentre i suoi nonni materni erano Cristiano IX di Danimarca e Luisa d'Assia-Kassel.
Sua nonna paterna morì prima del suo secondo compleanno e suo nonno paterno, l'imperatore Alessandro II di Russia, fu assassinato il 1 marzo 1881 e, di conseguenza, i genitori di Michail divennero imperatore e imperatrice di tutte le Russie prima del suo terzo compleanno. Dopo l'assassinio, il nuovo zar Alessandro III trasferì la sua famiglia, incluso Michail, nella maggiore sicurezza del Palazzo di Gatčina, che si trovava a 29 miglia a sud-ovest di San Pietroburgo e circondato da un fossato.
Michail è cresciuto in compagnia di sua sorella minore, Ol'ga, che lo ha soprannominato "Floppy"; i suoi fratelli maggiori e i suoi genitori lo chiamavano "Misha". I bambini dormivano su dure brande, si alzavano all'alba, si lavavano in acqua fredda e mangiavano un semplice porridge per colazione. Michail, come i suoi fratelli, ricevette un'istruzione da precettori privati e aveva una tata inglese, la signora Elizabeth Franklin.
Michail e Ol'ga andavano spesso a fare escursioni nelle foreste intorno a Gatčina con il padre, che ne approfittava per insegnare loro la lavorazione del legno. Anche attività fisiche come l'equitazione gli venivano insegnate in tenera età, così come l'osservanza religiosa. Anche se Natale e Pasqua erano periodi di festa e stravaganza, la Quaresima era rigorosamente rispettata: carne, latticini e qualsiasi forma di intrattenimento erano evitati. Le vacanze in famiglia si facevano in estate al palazzo di Peterhof e con i nonni in Danimarca.
Michail aveva quasi 16 anni quando suo padre si ammalò gravemente; il viaggio annuale in Danimarca venne annullato. Il 1º novembre 1894, Alessandro III morì all'età prematura di 49 anni. Il fratello maggiore di Michail, Nicola, divenne zar, e l'infanzia di Michail finì.

### Carriera militare e doveri pubblici

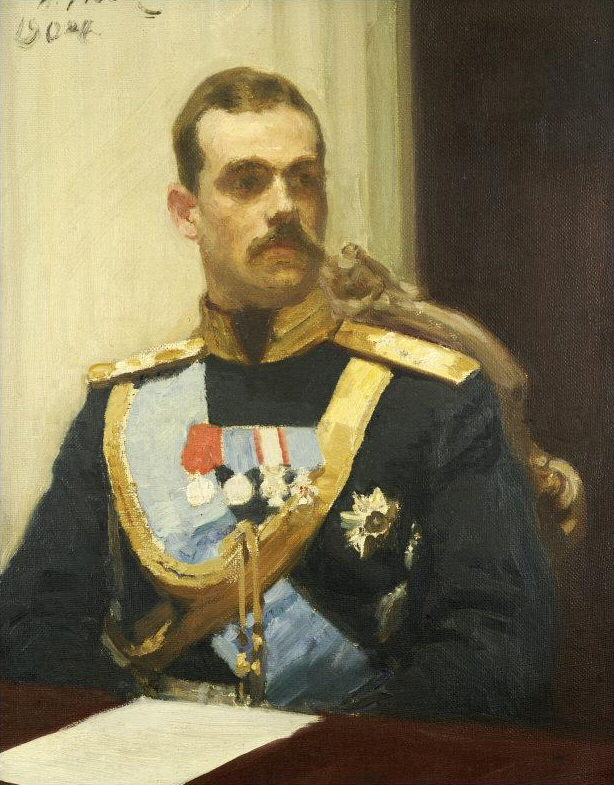
Dipinto ad olio di Ilya Repin di Michail al Consiglio di Stato, 1901

La madre di Michail, l'imperatrice madre, tornò al Palazzo Aničkov con Michail e Ol'ga. Come la maggior parte dei membri maschi della sua famiglia, Michail si arruolò nell'esercito. Completò l'addestramento in una scuola di artiglieria e si unì alle guardie a cavallo. Nel novembre 1898, raggiunse la maggiore età e, solo otto mesi dopo, divenne l'erede dello zar, in quanto il fratello maggiore, Georgij, morì in un incidente. La morte di Georgij e il successivo cambiamento nella linea di successione evidenziarono che a Nicola II mancava un figlio. Poiché la successione era limitata ai maschi, le sue tre figlie erano escluse. Quando la moglie di Nicola II, Aleksandra, rimase incinta nel 1900, si sperò che il bambino fosse maschio. Si propose di dichiararle Michail reggente del futuro nascituro in caso di morte di Nicola II, ma il governo non era d'accordo e stabilì che Michail sarebbe succeduto indipendentemente dal sesso del bambino non ancora nato. L'imperatrice diede alla luce una quarta figlia l'anno successivo.
Michail era percepito come insignificante, tranquillo e di buon carattere. Svolse i consueti doveri pubblici che ci si aspettava da un erede al trono. Nel 1901 rappresentò la Russia ai funerali della regina Vittoria. Nel giugno 1902, Michail si trasferì al reggimento dei corazzieri e si trasferì a Gatčina, dove aveva sede il reggimento. Da quando era diventato maggiorenne, aveva ottenuto l'indipendenza finanziaria. Le sue attività includevano la più grande raffineria di zucchero del paese, un capitale pari a milioni di rubli, una raccolta di veicoli a motore e tenute di campagna a Otrovo nella Polonia russa e a Brașov vicino a Orël.
Michail fu erede fino al 12 agosto 1904, quando nacque lo zarevič Alekseij e Michail divenne di nuovo il secondo in linea al trono, ma fu nominato co-reggente per il ragazzo, insieme ad Alexandra, in caso di morte di Nicola.

### Relazioni sentimentali
Nel 1902, Michail incontrò la principessa Beatrice di Sassonia-Coburgo-Gotha. Si innamorarono e iniziarono a corrispondere in inglese. Michail parlava fluentemente sia il francese sia l'inglese. All'inizio sembrava che si sarebbero sposati; tuttavia, la Chiesa ortodossa proibiva il matrimonio dei primi cugini, e il padre di Michail e la madre di Beatrice erano fratelli. Nicola si rifiutò di permettere il matrimonio e, con il reciproco sgomento di Michail e Beatrice, la loro storia d'amore finì.
L'attenzione di Michail si rivolse ad Alexandra Kossikovskaja (settembre 1875-1923), conosciuta affettuosamente come "Dina", che era la dama di compagnia di sua sorella Ol'ga . Il padre di Dina, Vladimir Kossikovskij, era un avvocato e Dina era una cittadina comune. Michail rifiutò l'idea, proposta dai suoi amici, che la tenesse come amante, e nel luglio 1906 scrisse a Nicola chiedendo il permesso di sposarla. Nicola e l'imperatrice madre rimasero inorriditi. Entrambi pensavano che i reali dovessero sposare i reali e, secondo la legge domestica russa, eventuali figli di un matrimonio tra un reale e un cittadino comune non sarebbero idonei per la successione. Nicola minacciò di revocare il brevetto militare di Michail e di esiliarlo dalla Russia se si fosse sposato senza il suo permesso. L'imperatrice madre licenziò Dina come dama di compagnia di Ol'ga e portò Michail in Danimarca fino a metà settembre.
Poco dopo il suo ritorno in Russia, tre giornali inglesi annunciarono il 24 settembre 1906 il matrimonio tra Michail e la principessa Patrizia di Connaught, ma né lui né Patrizia sapevano nulla. Buckingham Palace negò. Tuttavia, due anni dopo, nell'ottobre 1908, Michail visitò Londra e lui e Patrizia furono "accoppiati" a impegni sociali. Michail e Dina stavano progettando di fuggire, ma i loro piani furono ostacolati poiché Dina era sotto sorveglianza dall'Ochrana, la polizia segreta dello zar, e le fu impedito di viaggiare. Sotto la pressione della famiglia e incapace di vedere Dina, nell'agosto 1907 Michail sembrava aver perso interesse per lei. Dina andò a vivere all'estero. Non si sposò mai e credette di essere la legittima fidanzata di Michail, anche se la loro storia d'amore era finita.
All'inizio di dicembre 1907, Michail conobbe Natal'ja Sergeevna Šeremetevskaja coniugata Wulffert, la moglie di un collega ufficiale, e dal 1908 iniziarono una profonda amicizia. Natal'ja era una persona comune che ha avuto una figlia dal suo primo matrimonio. Nell'agosto 1909 divennero amanti, e nel novembre 1909 Natal'ja si separò dal secondo marito e andò a vivere in un appartamento a Mosca pagato da Michail. Nel tentativo di evitare uno scandalo, Nicola trasferì Michail agli ussari di Chernigov a Orël, a 250 miglia da Mosca, ma Michail viaggiò diverse volte al mese per vedere Natal'ja. Il loro unico figlio, Georgij nacque nel luglio 1910, prima che il suo divorzio dal secondo marito fosse ufficializzato. Per garantire che il bambino potesse essere riconosciuto come suo, piuttosto che come quello di Wulfert, Michail aveva falsificato la data del divorzio. Nicola emise un decreto dando al ragazzo il cognome "Brasov", preso dalla tenuta di Michail a Brasovo, che era un tacito riconoscimento che Michail era il padre.
Nel maggio 1911, Nicola permise a Natal'ja di trasferirsi da Mosca a Brasovo e le concesse il cognome "Brasova". Nel maggio 1912, Michail si recò a Copenaghen per il funerale di suo zio, Federico VIII di Danimarca, dove si ammalò di un'ulcera allo stomaco che lo avrebbe tormentato per anni. Dopo una vacanza in Francia, dove la coppia era seguita dall'Ochrana, Michail fu trasferito di nuovo a San Pietroburgo per comandare le guardie a cavallo. Portò con sé Natal'ja nella capitale e la sistemò in un appartamento e, nel giro di pochi mesi, la trasferì in una villa a Gatčina.

### Matrimonio
Nel settembre 1912, Michail e Natal'ja trascorsero una vacanza all'estero e, come al solito, furono seguiti dall'Ochrana. A Berlino, Michail annunciò che lui e Natal'ja sarebbero andati a Cannes e incaricò il suo staff di seguirlo in treno. L'Ochrana aveva ricevuto istruzioni di seguirlo in treno anziché in macchina, quindi la coppia non sarebbe stata accompagnata nel loro viaggio verso sud. Il viaggio di Michail era uno stratagemma deliberato. Sulla strada per Cannes, la coppia si diresse a Vienna, dove si sposarono il 16 ottobre 1912 da padre Misitsch presso la chiesa serbo-ortodossa di San Sava. Pochi giorni dopo, dopo aver viaggiato attraverso Venezia e Milano, arrivarono a Cannes, dove raggiunsero il figlio e la figlia di Natal'ja del suo primo matrimonio. Due settimane dopo il matrimonio, Michail scrisse a sua madre e suo fratello per informarli. Erano entrambi inorriditi dall'azione di Michail.
Nicola era particolarmente turbato in quanto il suo unico figlio maschio, ed erede, era malato di emofilia. Michail citò questo come uno dei motivi per cui aveva sposato Natal'ja: temendo che sarebbe diventato di nuovo l'erede presunto alla morte di Aleksej, non sarebbe mai stato in grado di sposare Natal'ja; sposandola in anticipo, invece, sarebbe stato rimosso dalla linea di successione. In una serie di decreti dal dicembre 1912 al gennaio 1913, Nicola sollevò Michail dal suo comando, lo bandì dalla Russia, congelò tutti i suoi beni in Russia, prese il controllo delle sue proprietà e lo rimosse dalla reggenza. La società rimase scioccata dalla gravità della rappresaglia di Nicola, ma c'era poca simpatia per Natal'ja. A Natal'ja non fu concesso il titolo di Granduchessa ma il titolo di contessa Brasova.
Per sei mesi soggiornarono in alberghi in Francia e Svizzera senza alcuna diminuzione del loro tenore di vita. Furono visitati dalla sorella di Michail, la granduchessa Ksenija e dal cugino, il granduca Andreij. Nel luglio 1913, videro la madre di Michail a Londra, che rivelò a Natal'ja «alcune verità familiari», secondo il diario di Ksenija. Dopo un altro viaggio nell'Europa continentale, Michail prese in affitto Knebworth House, una casa signorile con personale e ammobiliata a 20 miglia a nord di Londra. Le finanze di Michail furono messe a dura prova poiché doveva fare affidamento sulle somme inviate dalla Russia da Nicola, che controllava ancora tutte le sue proprietà e beni.

### Prima guerra mondiale
Allo scoppio della prima guerra mondiale, Michele chiese allo zar Nicola II il permesso di tornare in Russia e di entrare nell'esercito, con l'accordo che anche sua moglie e suo figlio sarebbero venuti. Lo zar acconsentì. Michail aveva già affittato Paddockhurst nel Sussex, una proprietà più grande di Knebworth, e aveva programmato di trasferirsi lì alla scadenza del contratto di locazione di Knebworth. Vi fece trasferire mobili e suppellettili. La guerra non doveva durare a lungo e la coppia pensava che sarebbero tornati in Inghilterra alla sua conclusione. Nel frattempo, Michail offrì il suo aiuto ai militari britannici. A San Pietroburgo, ora chiamata Pietrogrado, si trasferirono in una villa in via Nikolaevskaya 24, che Michaeil aveva comprato per Natal'ja. A Natal'ja non era permesso vivere in nessuno dei palazzi imperiali. Tornò a casa come generale russo, e comandò la Divisione Selvaggia, formata da ceceni e daghestani. La nomina fu percepita come una retrocessione perché la divisione era formata principalmente da nuove reclute musulmane piuttosto che dalle truppe d'élite che Michail aveva comandato in precedenza. Egli, a differenza di suo fratello lo Zar, era un popolare comandante militare.
Nel gennaio 1915, la natura orribile della guerra era evidente. Michail si sentiva «molto amareggiato verso le persone in generale e soprattutto verso coloro che sono al vertice, che detengono il potere e permettevano che tutto quell'orrore accadesse. Se la questione della guerra fosse decisa dalla gente in generale, non sarei appassionatamente contrario a quella grande calamità». Michail confessò in una lettera alla moglie che si «vergognava di affrontare le persone, cioè i soldati e gli ufficiali, in particolare quando visitavano gli ospedali da campo, dove si vedeva tanta sofferenza, perché avrebbero potuto pensare che fosse anche responsabile, perché posto così in alto eppure incapace di impedire che tutto ciò accadesse e a proteggere il proprio paese da questo disastro».
All'inizio della guerra, Michail scrisse a Nicola chiedendogli di legittimare suo figlio in modo che il ragazzo fosse riconosciuto suo figlio in caso della sua morte al fronte. Alla fine, Nicola acconsentì a rendere Georgij legittimo e gli concesse lo stile di "Conte Brasov" con decreto il 26 marzo 1915.

### Ritirata
Nel giugno 1915 i russi iniziarono la ritirata. Quando il granduca Konstantin morì quel mese, Michail era l'unico membro della famiglia imperiale assente al funerale a Pietrogrado. Natal'ja lo rimproverò per la sua assenza e Michail replicò che era semplicemente sbagliato che i suoi parenti abbandonassero le loro unità per partecipare al funerale del granduca in un momento simile. Il corrispondente di guerra americano, Stanley Washburn, riferì che Michail indossava "una semplice uniforme con nulla che indicasse il suo grado, ma spalline dello stesso materiale della sua uniforme". Michail era "inalterato e democratico" e "viveva così semplicemente in uno sporco villaggio". Natal'ja era sconvolta dal fatto che Michail evitasse uniformi stravaganti e decorazioni per la vita al fronte, ma era convinta "che in un momento così difficile doveva servire la Russia e servirla qui al fronte".
Nel luglio 1915, si ammalò di difterite ma si riprese. La guerra stava andando male per la Russia e il mese successivo Nicola si nominò comandante supremo delle forze russe. La mossa non fu ben accolta.
Nell'ottobre 1915, Michail riprese il controllo delle sue proprietà e dei suoi beni e, nel febbraio 1916, ricevette il comando del 2º Corpo di Cavalleria, che includeva la Divisione Selvaggia. Le offese contro di lui da parte del seguito dello zar continuarono, però. Quando fu promosso a tenente generale nel luglio 1916, a differenza di tutti gli altri granduchi che raggiunsero quel grado, non fu nominato aiutante di campo dello zar con il grado di aiutante generale. Michail ammise di aver "sempre disprezzato l'alta società di Pietrogrado [[..]] nessun popolo è più subdolo di loro; con poche eccezioni, sono tutti feccia". Michail non fece dichiarazioni politiche pubbliche, ma si presumeva che fosse un liberale, come sua moglie, e il console britannico Bruce Lockhart pensava che "sarebbe stato un eccellente monarca costituzionale".
Per tutta l'estate del 1916, il corpo di Michail fu coinvolto nell'offensiva Brusilov. L'esercito delle guardie subì pesanti perdite sotto la guida incompetente dello zio di Michail, il granduca Pavel, che fu rimosso dal comando. Al contrario, Michail fu nominato aiutante generale. Lo scarso progresso della guerra e la loro separazione quasi costante deprimevano sia Michail che Natal'ja. Michail soffriva ancora di ulcere gastriche e, nell'ottobre 1916, gli fu ordinato di prendere congedo in Crimea.

### Rivoluzione bolscevica
Michail e altri membri della famiglia imperiale avvertirono della crescente agitazione pubblica e della percezione che Nicola fosse governato dalla moglie di origine tedesca e da Rasputin. Nicola e Alexandra si rifiutarono di ascoltare. Nel dicembre 1916, il granduca Dmitrij e quattro dei suoi amici uccisero Rasputin. Michail venne a sapere dell'omicidio a Brasovo, dove stava trascorrendo il Natale con la sua famiglia. Il 28 dicembre, secondo l'ambasciatore francese, ci fu un tentativo fallito di assassinare Alexandra; l'unico aggressore è stato catturato e impiccato il giorno successivo. Il presidente della Duma Michail Rodzjanko, la granduchessa Maria Pavlovna e l'ambasciatore britannico Buchanan si unirono alla richiesta di rimuovere Alexandra dal consiglio, ma Nicola si rifiutò comunque di accettare il loro consiglio. Complotti e pettegolezzi contro Nicola e Alexandra continuarono a crescere.
Dal 29 gennaio venne nominato Ispettore Generale di Cavalleria di stanza a Gatčina. Fino a febbraio, il Granduca Alessandro, il presidente della Duma Rodzjanko e Michail fecero pressioni su Nicola e Alexandra per cedere alle richieste popolari. I disordini pubblici crebbero e, il 27 febbraio, i soldati di Pietrogrado si unirono ai manifestanti, membri dell'esercito si ammutinarono e i prigionieri furono liberati. Nicola, che era al quartier generale dell'esercito a Mogilev, prorogò la Duma, ma i deputati si rifiutarono di andarsene e istituirono invece il proprio governo rivale. Dopo aver consultato Rodzjanko al Palazzo Mariinskij di Pietrogrado, Michail consigliò a Nicola di licenziare i suoi ministri e di istituire un nuovo governo guidato dal leader del partito di maggioranza alla Duma. Il suo consiglio è stato sostenuto dal generale Michail Alekseev, capo dello staff di Nicola. Nicola rifiutò il suggerimento e impartì futili ordini alle truppe di spostarsi su Pietrogrado.
Nella notte tra il 27 e il 28 febbraio 1917, Michail tentò di tornare a Gatčina da Pietrogrado, dove era stato in conferenza con Rodzjanko e da dove aveva telegrafato allo zar, ma pattuglie rivoluzionarie e sporadici incendi gli impedirono di raggiungere la città. I rivoluzionari pattugliavano le strade, radunando persone legate al vecchio regime. Michail riuscì a raggiungere il Palazzo d'Inverno, dove ordinò alle guardie di ritirarsi presso l'Ammiragliato. Michail stesso si rifugiò nell'appartamento di una conoscente, la principessa Putyatina. Negli appartamenti vicini, il ciambellano dello zar Nikolai Stolypin e il procuratore del Santo Sinodo furono arrestati dai rivoluzionari e nella casa accanto il generale barone Staekelberg fu ucciso quando la sua casa fu presa d'assalto da una folla.
Il 1 marzo, Rodzjanko inviò guardie all'appartamento di Putyatina per garantire la sicurezza di Michail, e Michael firmò un documento redatto da Rodzjanko e dal Granduca Pavel che proponeva la creazione di una monarchia costituzionale. Il nuovo Soviet di Pietrogrado respinse il documento, che divenne irrilevante. Le richieste di abdicazione dello zar l'avevano sostituita.

### Abdicazione di Nicola II
Il 2 marzo (calendario giuliano) - 15 marzo (calendario gregoriano) - 1917 lo Zar Nicola II, sotto pressione del governo rivoluzionario, abdicò alle 15:05 in favore di suo figlio Aleksej, con Michail come reggente.
Dato che Aleksej non era adulto ed era in cattiva salute, ciò avrebbe implicato una reggenza, probabilmente assicurata da sua madre, assai odiata nel paese. Questa soluzione fu giudicata inaccettabile da parte del governo russo che operò positivamente per un'abdicazione completa dello zar e della sua famiglia stretta alle 23:15 di quella sera.
Nella seconda abdicazione, firmata alle 23:15 ma segnata come avvenuta alle 15:05, l'ora di quella originale, Nicola annunciò: «Consegniamo la nostra eredità a nostro fratello, il Granduca Michail Aleksandrovič e gli diamo la nostra benedizione per la sua ascesa al trono». L'abdicazione fu controfirmata dal ministro della corte imperiale, Conte Freedericksz.
L'ascesa di Michele fu accettata dai conservatori nel governo guidato dal primo ministro principe Georgij L'vov ma il procuratore generale Aleksandr Kerenskij minacciò una rivolta se l'esito fosse stato quello indicato. Con due avvocati preparò un manifesto di rinuncia da fare firmare a Michele: cosa che avvenne il giorno seguente (3 marzo-16 marzo 1917). Il manifesto non parlava di rinuncia al trono ma pose precise condizioni circa la sua accettazione. Dichiarava:
«Sono fermamente determinato ad assumere il potere supremo solo se tale è la volontà del nostro grande popolo, che deve ora, con suffragio universale e attraverso i rappresentanti dell'Assemblea Costituente, stabilire una forma di governo e nuove leggi fondamentali dello stato russo».
Alcune speranze che Michele potesse assumere il trono dopo le elezioni della Duma sono state distrutte dagli eventi successivi. La sua rinuncia al trono, anche se condizionata, segnò la fine del regime zarista in Russia. Dato che non governò, né fu incoronato, e dato che regnò per meno di un giorno, suo fratello Nicola II è considerato l'ultimo vero zar.

### Assassinio

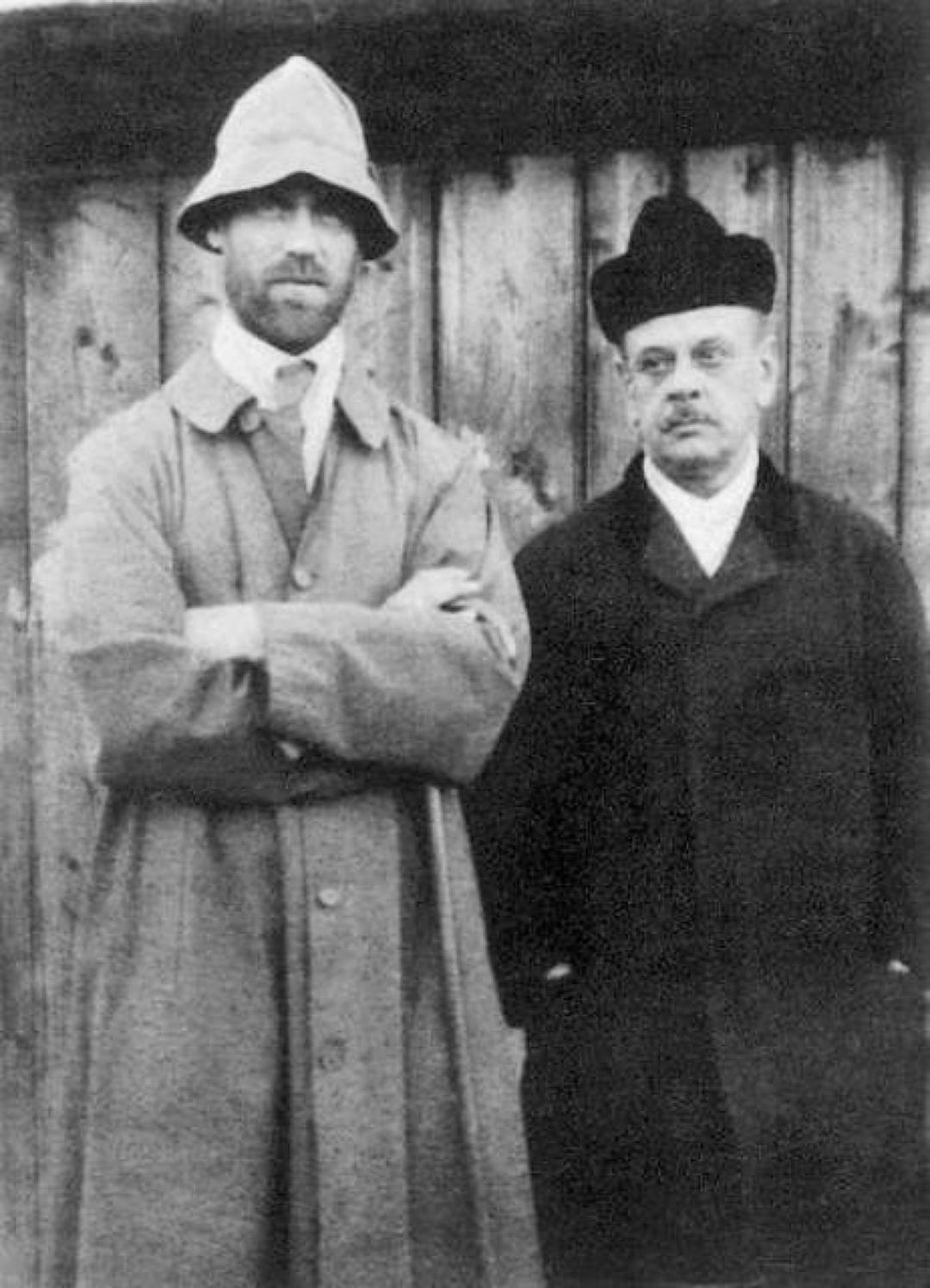
Michail (a sinistra) e Nicholas Johnson a Perm', aprile 1918

Michail tornò a Gatčina e non gli fu permesso di tornare alla sua unità o di viaggiare oltre l'area di Pietrogrado. Il 5 aprile 1917 fu dimesso dal servizio militare. A luglio, il principe Lvov si era dimesso da primo ministro per essere sostituito da Alexander Kerenskij, che ordinò che l'ex imperatore Nicola fosse trasferito da Pietrogrado a Tobol'sk perché era «un luogo remoto, un angolo tranquillo, dove avrebbero attirato meno attenzione». Alla vigilia della partenza di Nicola, Kerenskij diede il permesso a Michail di fargli visita. Fu l'ultima volta che si videro.
Il 21 agosto 1917, le guardie circondarono la villa dove Michail viveva con Natal'ja: per ordine di Kerenskij, erano entrambi agli arresti domiciliari, insieme a Nicholas Johnson, che era stato il segretario di Michail dal dicembre 1912. Una settimana dopo, furono trasferiti in un appartamento a Pietrogrado. I problemi di stomaco di Michail peggiorarono e, con l'intervento dell'ambasciatore britannico Buchanan e del ministro degli esteri Mikhail Tereshchenko, furono riportati a Gatčina nella prima settimana di settembre. Tereshchenko disse a Buchanan che all'Imperatrice vedova sarebbe stato permesso di lasciare il paese, se lo desiderava, per l'Inghilterra, e che Michail l'avrebbe seguito a tempo debito. Gli inglesi, tuttavia, non erano disposti ad accettare alcun Granduca russo per paura che avrebbe provocato una reazione pubblica negativa in Gran Bretagna, dove c'era poca simpatia per i Romanov.
Il 1º settembre 1917 Kerenskij dichiarò la Russia una Repubblica. Due settimane dopo, gli arresti domiciliari di Michail furono revocati. Con un permesso di viaggio rilasciato da Peter Polotsov, un ex collega di Michail della Divisione Selvaggia che ora era un comandante a Pietrogrado, Michail progettò di trasferire la sua famiglia in Finlandia. Imballarono oggetti di valore e si prepararono a muoversi, ma i loro preparativi furono visti dai simpatizzanti bolscevichi e furono nuovamente posti agli arresti domiciliari. L'ultima delle auto di Michail fu sequestrata dai bolscevichi.
Gli arresti domiciliari furono nuovamente revocati a novembre e l'Assemblea costituente fu eletta e riunita nel gennaio 1918. Nonostante fosse il partito di minoranza, i bolscevichi lo sciolsero. Il 3 marzo 1918, il governo bolscevico firmò il Trattato di Brest-Litovsk, che di fatto cedette vaste aree dell'ex impero russo alle potenze centrali di Germania, Austria-Ungheria e Impero ottomano. Il 7 marzo 1918, Michail e il suo segretario Johnson furono nuovamente arrestati per ordine di Moisej Urickij, il capo della polizia segreta di Pietrogrado e imprigionati nella sede bolscevica dell'Istituto Smol'nyj.
L'11 marzo 1918 Urickij inviò Michail e Johnson a Perm', mille miglia a est, per ordine del Consiglio dei commissari del popolo, che comprendeva sia Vladimir Lenin sia Iosif Stalin. Il viaggio, in treno merci in una carrozza senza finestrini né riscaldamento, durò otto giorni a una velocità media di 8 chilometri orari. In un primo momento, Michail fu alloggiato in un hotel, ma due giorni dopo il suo arrivo fu incarcerato dal Soviet locale. Natali'ja fece pressioni sui Commissari di Pietrogrado per il suo rilascio e, il 9 aprile 1918, fu messo in libertà a Perm'. Si trasferì nella camera migliore del miglior albergo di Perm', insieme a Johnson e due servitori, il cameriere Vasilij Čeljšev e l'ex autista Borunov. Natal'ja temeva per la sicurezza del piccolo Georgij, e nel marzo 1918, fece in modo che fosse portato fuori dalla Russia dalla sua governante, Margaret Neame, con l'aiuto dei diplomatici danesi e dei Putyatin.
A maggio, Natal'ja ottenne un permesso di viaggio per raggiungere Michail. Accompagnata dagli amici di famiglia, il principe Putyatin e Margaret Abakanovich, arrivò a Perm' prima della Pasqua ortodossa e trascorsero insieme circa una settimana. Nel frattempo, come parte della tregua tra i bolscevichi e le Potenze centrali, i prigionieri di guerra dall'Austria-Ungheria furono spediti fuori dalla Russia. Le truppe ceche furono spinte lungo la ferrovia transiberiana in viaggio verso Vladivostok, dove avrebbero dovuto imbarcarsi. I cechi, tuttavia, non sarebbero tornati a casa per combattere per l'impero austriaco, ma per combattere per una patria separata e indipendente dall'Austria. I tedeschi chiesero ai bolscevichi di disarmare i cechi, che reagirono, presero la ferrovia, unendosi con le forze russe che combattevano contro i bolscevichi e avanzarono verso Perm'. Con l'avvicinarsi dei cechi, Michail e Natal'ja temendo si rimanere intrappolati lì, fece in modo che almeno lei si salvasse.
Il 12 giugno, il capo della polizia segreta locale, Gavril Myasnikov, con la complicità di altri bolscevichi locali, escogitò un piano per uccidere Michail. Myasnikov riunì una squadra di quattro uomini che, come lui, erano tutti ex prigionieri del regime zarista: Vasily Ivanchenko, Ivan Kolpashchikov, Andrei Markov e Nikolai Zhuzhgov. Usando un ordine contraffatto, i quattro uomini ottennero l'ingresso all'hotel di Michail alle 23.45. In un primo momento, Michail si rifiutò di seguire gli uomini finché non avesse parlato con il presidente locale della polizia segreta, Pavel Malkov, e poi perché era malato. Le sue proteste furono vane e si vestì. Johnson insistette per accompagnarlo.
Uscirono dalla città per dirigersi nella foresta vicino a Motovilikha. Quando Michail chiese la loro destinazione, gli dissero che stavano andando a un incrocio ferroviario remoto per prendere un treno. Ormai erano le prime ore del 13 giugno. Scesero tutti dalle carrozze in mezzo al bosco, e sia Michail sia Johnson furono colpiti da colpi d'arma da fuoco, ma poiché gli assassini usavano proiettili artigianali, le loro pistole si incepparono. Michail, si mosse verso Johnson, ferito anche lui, con le braccia tese, ma venne colpito a bruciapelo alla testa. Sia Zhuzhgov sia Markov affermarono di aver sparato il colpo fatale. Johnson fu ucciso a colpi d'arma da fuoco da Ivanchenko.
I corpi furono spogliati e sepolti. Qualunque oggetto di valore fu rubato e gli abiti furono riportati a Perm'. Dopo che furono mostrati a Myasnikov come prova degli omicidi, i vestiti furono bruciati. Il Soviet regionale degli Urali, guidato da Alexander Beloborodov, approvò l'uccisione. Michail fu il primo dei Romanov ad essere assassinato dai bolscevichi, ma non fu l'ultimo. Né i resti di Michail né quelli di Johnson furono trovati.
Le autorità di Perm' distribuirono una storia di copertura inventata secondo cui Michail era stato rapito da uomini non identificati ed era scomparso. Čeljšev e Borunov furono arrestati. Poco prima del suo arresto, il colonnello Peter Znamerovsky, un ex ufficiale dell'esercito imperiale anch'egli esiliato a Perm', riuscì a inviare a Natal'ja un breve telegramma dicendo che Michail era scomparso. Znamerovsky, Čeljšev e Borunov furono tutti uccisi dai bolscevichi di Perm'. La disinformazione sovietica sulla scomparsa di Michail portò a voci infondate secondo cui era fuggito e stava guidando una controrivoluzione di successo. Nella disperata speranza che Michail si sarebbe alleato con la Germania, i tedeschi decisero che Natal'ja e sua figlia sarebbero fuggite a Kiev controllata dai tedeschi. Alla caduta dei tedeschi nel novembre 1918, Natal'ja fuggì sulla costa e lei e sua figlia furono evacuate dalla Royal Navy.
L'8 giugno 2009, quattro giorni prima del 91º anniversario dei loro omicidi, sia Michail sia Johnson sono stati ufficialmente riabilitati. I procuratori di Stato russi hanno affermato: «L'analisi del materiale d'archivio mostra che questi individui sono stati soggetti a repressione attraverso l'arresto, l'esilio e all'omicidio ... senza essere accusati di aver commesso alcun crimine contro la società».
Il figlio di Michail, Georgij, morì in un incidente stradale poco prima del suo 21º compleanno, nel 1931. Natal'ja morì senza un soldo in un ospedale di beneficenza parigino nel 1952. La sua figliastra Natal'ja Mamontova si sposò tre volte e scrisse un libro sulla sua vita intitolata Step-Daughter of Imperial Russia, pubblicato nel 1940.

## Ascendenza
|                                      |                                                                |                                                      | Genitori                               |  |  | Nonni |  |  | Bisnonni           |  |  | Trisnonni         |  |
|                                      |                                                                |                                                      |                                        |  |  |       |  |  | Nicola I di Russia |  |  | Paolo I di Russia |  |
|                                      |                                                                |                                                      |                                        |  |  |       |  |  | Nicola I di Russia |  |  | Paolo I di Russia |  |
|                                      |                                                                | Sofia Dorotea di Württemberg                         |                                        |  |  |       |  |  | Nicola I di Russia |  |  |                   |  |
| Alessandro II di Russia              |                                                                |                                                      |                                        |  |  |       |  |  | Nicola I di Russia |  |  |                   |  |
|                                      |                                                                | Carlotta di Prussia                                  | Federico Guglielmo III di Prussia      |  |  |       |  |  |                    |  |  |                   |  |
|                                      |                                                                | Carlotta di Prussia                                  | Federico Guglielmo III di Prussia      |  |  |       |  |  |                    |  |  |                   |  |
|                                      |                                                                | Carlotta di Prussia                                  | Luisa di Meclemburgo-Strelitz          |  |  |       |  |  |                    |  |  |                   |  |
| Alessandro III di Russia             |                                                                | Carlotta di Prussia                                  |                                        |  |  |       |  |  |                    |  |  |                   |  |
|                                      |                                                                | Luigi II d'Assia, granduca d'Assia                   | Luigi I d'Assia, granduca d'Assia      |  |  |       |  |  |                    |  |  |                   |  |
|                                      |                                                                | Luigi II d'Assia, granduca d'Assia                   | Luigi I d'Assia, granduca d'Assia      |  |  |       |  |  |                    |  |  |                   |  |
|                                      |                                                                | Luigi II d'Assia, granduca d'Assia                   | Luisa d'Assia-Darmstadt                |  |  |       |  |  |                    |  |  |                   |  |
| Maria Massimiliana d'Assia-Darmstadt |                                                                | Luigi II d'Assia, granduca d'Assia                   |                                        |  |  |       |  |  |                    |  |  |                   |  |
|                                      |                                                                | Guglielmina di Baden                                 | Carlo Luigi di Baden                   |  |  |       |  |  |                    |  |  |                   |  |
|                                      |                                                                | Guglielmina di Baden                                 | Carlo Luigi di Baden                   |  |  |       |  |  |                    |  |  |                   |  |
|                                      |                                                                | Guglielmina di Baden                                 | Amelia Frederica di Hesse-Darmstadt    |  |  |       |  |  |                    |  |  |                   |  |
| Michail Aleksandrovič Romanov        |                                                                | Guglielmina di Baden                                 |                                        |  |  |       |  |  |                    |  |  |                   |  |
|                                      | Federico Guglielmo di Schleswig-Holstein-Sonderburg-Glücksburg | Federico Carlo di Schleswig-Holstein-Sonderburg-Beck |                                        |  |  |       |  |  |                    |  |  |                   |  |
|                                      | Federico Guglielmo di Schleswig-Holstein-Sonderburg-Glücksburg | Federico Carlo di Schleswig-Holstein-Sonderburg-Beck |                                        |  |  |       |  |  |                    |  |  |                   |  |
|                                      | Federico Guglielmo di Schleswig-Holstein-Sonderburg-Glücksburg | Federica Amalia di Schlieben                         |                                        |  |  |       |  |  |                    |  |  |                   |  |
| Cristiano IX di Danimarca            | Federico Guglielmo di Schleswig-Holstein-Sonderburg-Glücksburg |                                                      |                                        |  |  |       |  |  |                    |  |  |                   |  |
|                                      |                                                                | Luisa Carolina d'Assia-Kassel                        | Carlo d'Assia-Kassel                   |  |  |       |  |  |                    |  |  |                   |  |
|                                      |                                                                | Luisa Carolina d'Assia-Kassel                        | Carlo d'Assia-Kassel                   |  |  |       |  |  |                    |  |  |                   |  |
|                                      |                                                                | Luisa Carolina d'Assia-Kassel                        | Luisa di Danimarca (1750-1831)         |  |  |       |  |  |                    |  |  |                   |  |
| Dagmar di Danimarca                  |                                                                | Luisa Carolina d'Assia-Kassel                        |                                        |  |  |       |  |  |                    |  |  |                   |  |
|                                      |                                                                | Guglielmo d'Assia-Kassel                             | Federico d'Assia-Kassel                |  |  |       |  |  |                    |  |  |                   |  |
|                                      |                                                                | Guglielmo d'Assia-Kassel                             | Federico d'Assia-Kassel                |  |  |       |  |  |                    |  |  |                   |  |
|                                      |                                                                | Guglielmo d'Assia-Kassel                             | Carolina Polissena di Nassau-Usingen   |  |  |       |  |  |                    |  |  |                   |  |
| Luisa d'Assia-Kassel                 |                                                                | Guglielmo d'Assia-Kassel                             |                                        |  |  |       |  |  |                    |  |  |                   |  |
|                                      |                                                                | Luisa Carlotta di Danimarca                          | Federico di Danimarca                  |  |  |       |  |  |                    |  |  |                   |  |
|                                      |                                                                | Luisa Carlotta di Danimarca                          | Federico di Danimarca                  |  |  |       |  |  |                    |  |  |                   |  |
|                                      |                                                                | Luisa Carlotta di Danimarca                          | Sofia Federica di Meclemburgo-Schwerin |  |  |       |  |  |                    |  |  |                   |  |
|                                      |                                                                | Luisa Carlotta di Danimarca                          |                                        |  |  |       |  |  |                    |  |  |                   |  |